# 鹿野伸二
鹿野 伸二（かの しんじ、1959年5月4日 - ）は、日本の裁判官。最高裁判所調査官や、名古屋家庭裁判所所長等を経て、名古屋高等裁判所部総括判事。

## 人物・経歴
福岡県大牟田市出身。九州大学卒業後、1985年に裁判官に任官し、主に刑事事件を扱った。最高裁判所調査官、東京地方裁判所部総括判事を経て、2014年東京家庭裁判所部総括判事。2015年広島家庭裁判所長。2018年から名古屋家庭裁判所長を務め、文書を書き換えた裁判所書記官に対し、国家公務員法に基づく懲戒処分を行い退職させるなどし、再発防止にあたった。2019年名古屋高等裁判所部総括判事。2022年さいたま家庭裁判所所長。

## 裁判
- 黒子のバスケ脅迫事件で、威力業務妨害罪に問われた被告人の派遣社員の男の審理に、裁判長としてあたった[8]。
- 名張毒ぶどう酒事件第10次再審請求で請求を棄却[9]。

## 著書
- 原田國男判事退官記念論文集刊行会編『新しい時代の刑事裁判 : 原田國男判事退官記念論文集』判例タイムズ社 2010年